# Kenji Takagi (Fußballspieler)
Kenji Takagi (japanisch 高木 健旨 Takagi Kenji; * 13. Mai 1976 in der Präfektur Kyoto) ist ein ehemaliger japanischer Fußballspieler.

## Karriere
Takagi erlernte das Fußballspielen in der Jugendmannschaft von Gamba Osaka. Seinen ersten Vertrag unterschrieb er 1995 bei den Gamba Osaka. Der Verein spielte in der höchsten Liga des Landes, der J1 League. 1997 wechselte er zum Zweitligisten Oita Trinity. 1999 wechselte er zum Zweitligisten Sagan Tosu. Für den Verein absolvierte er 94 Spiele. Ende 2002 beendete er seine Karriere als Fußballspieler.